# Ugo Pozzan
Ugo Pozzan (San Martino Buon Albergo, 29 dicembre 1929 – Verona, 4 novembre 1973) è stato un allenatore di calcio e calciatore italiano, di ruolo centrocampista.

## Carriera

### Giocatore

#### Club
In carriera ha totalizzato 180 presenze  e 30 reti in Serie A con le maglie di Bologna e Lazio. Con la società biancoceleste si è aggiudicato la Coppa Italia 1958.
Ha inoltre totalizzato 121 presenze e 32 reti in Serie B, tutte con la maglia del Verona.

#### Nazionale
Ha disputato 2 partite con la Nazionale italiana, entrambe nel 1956.

### Allenatore
Da allenatore ha conquistato una promozione in Serie A (nel 1967-68, in coppia con Nils Liedholm direttore tecnico) e due salvezze in massima serie alla guida del Verona.
È scomparso prematuramente a 43 anni a seguito di una leucemia mentre era alla guida del Pisa.

## Statistiche

### Cronologia presenze e reti in nazionale
| Cronologia completa delle presenze e delle reti in nazionale ― Italia | Cronologia completa delle presenze e delle reti in nazionale ― Italia | Cronologia completa delle presenze e delle reti in nazionale ― Italia | Cronologia completa delle presenze e delle reti in nazionale ― Italia | Cronologia completa delle presenze e delle reti in nazionale ― Italia | Cronologia completa delle presenze e delle reti in nazionale ― Italia | Cronologia completa delle presenze e delle reti in nazionale ― Italia | Cronologia completa delle presenze e delle reti in nazionale ― Italia |
| Data                                                                  | Città                                                                 | In casa                                                               | Risultato                                                             | Ospiti                                                                | Competizione                                                          | Reti                                                                  | Note                                                                  |
| --------------------------------------------------------------------- | --------------------------------------------------------------------- | --------------------------------------------------------------------- | --------------------------------------------------------------------- | --------------------------------------------------------------------- | --------------------------------------------------------------------- | --------------------------------------------------------------------- | --------------------------------------------------------------------- |
| 24-6-1956                                                             | Buenos Aires                                                          | Argentina                                                             | 1 – 0                                                                 | Italia                                                                | Amichevole                                                            | -                                                                     |                                                                       |
| 1-7-1956                                                              | Rio de Janeiro                                                        | Brasile                                                               | 2 – 0                                                                 | Italia                                                                | Amichevole                                                            | -                                                                     |                                                                       |
| Totale                                                                |                                                                       | Presenze                                                              | 2                                                                     |                                                                       | Reti                                                                  | 0                                                                     |                                                                       |

## Palmarès

### Giocatore

#### Club
- Coppa Italia: 1

Lazio: 1958